# Забастовка докеров в Лондоне (1889)
Забастовка докеров в Лондоне — забастовка неквалифицированных рабочих в лондонском порту в августе и сентябре 1889 года.

## Предыстория
В конце XIX века социальное положение рабочих Лондона оставалось тяжёлым. Так, генеральный директор доков в Миллуолле
полковник Бирт, в выступлении перед парламентской комиссией, заявлял, что рабочие его доков получают 5 пенсов в час и выдерживают только час работы и не могут продолжать из-за голода. Бедность работников и ранее выливалась в стачки, как случилось на лондонской спичечной фабрике в 1888 году.
Весной 1889 года неквалифицированные рабочие начали объединяться в профсоюзы для борьбы за улучшение условий труда. 31 марта, в ходе стихийной стачки с требованием 8-часового рабочего дня, был создан Национальный союз рабочих газового производства и чернорабочих Великобритании и Ирландии, который объединял около 800 газовщиков и кочегаров. Газовые компании, столкнувшись с угрозой еще более масштабной забастовки, приняли требования работников. Успех газовщиков стал примером для лондонских докеров.

## Ход забастовки

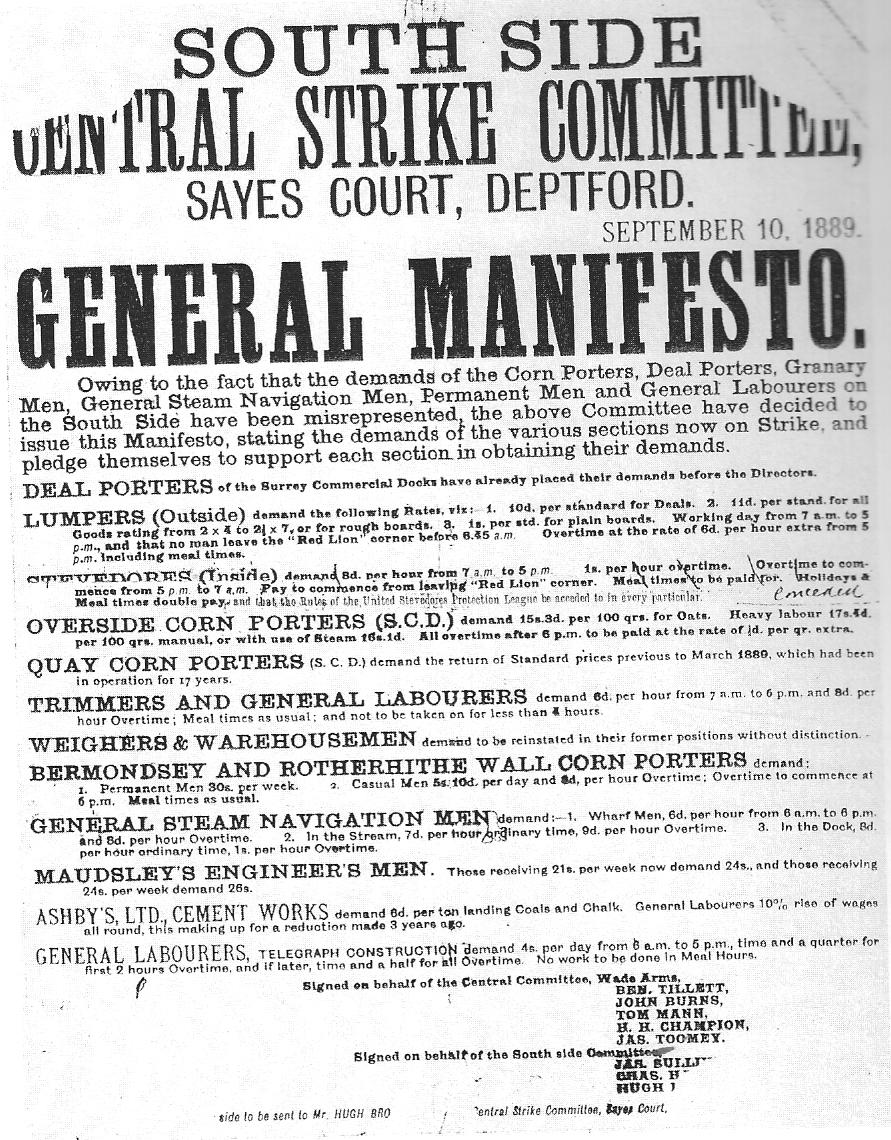
Манифест центрального стачкома Саус-Сайда, выпущенный во время забастовки

Непосредственным поводом для начала стачки послужил отказ администрации доков в удовлетворении требования об увеличении зарплаты, которое было выдвинуто Союзом рабочих чайных складов. Забастовка началась 20 августа и охватила район Темзы. Ядром стачки являлись 30 тысяч бастующих докеров, вместе с которыми бастовали и 30 тысяч работников других профессий: матросы, кочегары, фонарщики. 
Поддержка забастовщиков носила интернациональный характер. Так, 29 августа в стачечный фонд телеграфным переводом из Австралии поступило 30 тысяч фунтов стерлингов.
С 5 сентября работодатели начали переговоры с бастующими, посредником в переговорах являлся архиепископ Вестминстера Генри Эдуард Мэннинг. 10 сентября требования бастующих были удовлетворены, 16 сентября докеры возобновили работу.

## Итоги
Результатом победы докеров стало возникновение концепции «нового юнионизма» в противовес так называемому «старому юнионизму». В отличие от «старого юнионизма», «новый юнионизм» предусматривал создание профсоюзов не только в среде квалифицированных рабочих, но и в среде низкоквалифицированных рабочих (в течение 1890 года 200 тысяч неквалифицированных рабочих образовали свои профсоюзы, а общая численность членов профсоюзов возросла с 890 тысяч до 2 миллионов). 
Также, важным отличием новых тред-юнионов от старых тред-юнионов являлось ориентированность новых профсоюзов на стачечную борьбу и создание политической партии, представляющей рабочих. Старые профсоюзы же были ориентированы на создание касс взаимопомощи и страхование рабочих, из-за чего имели большие членские взносы.